# Gregor V. (Papst)
Gregor V., vorher Brun(o) von Kärnten (* 972 vermutlich in Stainach im Ennstal, Herzogtum Baiern; † 18. Februar 999 in Rom), war Papst von 996 bis 999. Er stammte aus dem Geschlecht der Salier und wurde auf Betreiben von Otto III. zum Papst erhoben. Er wird aufgrund seiner Herkunft aus dem späteren Herzogtum Kärnten bisweilen auch als erster Deutscher auf dem Papststuhl bezeichnet; jedoch bildete sich ein deutsches Nationalbewusstsein erst ab dem 15. Jahrhundert und verstärkt erst im 19. Jahrhundert allmählich heraus.

## Leben

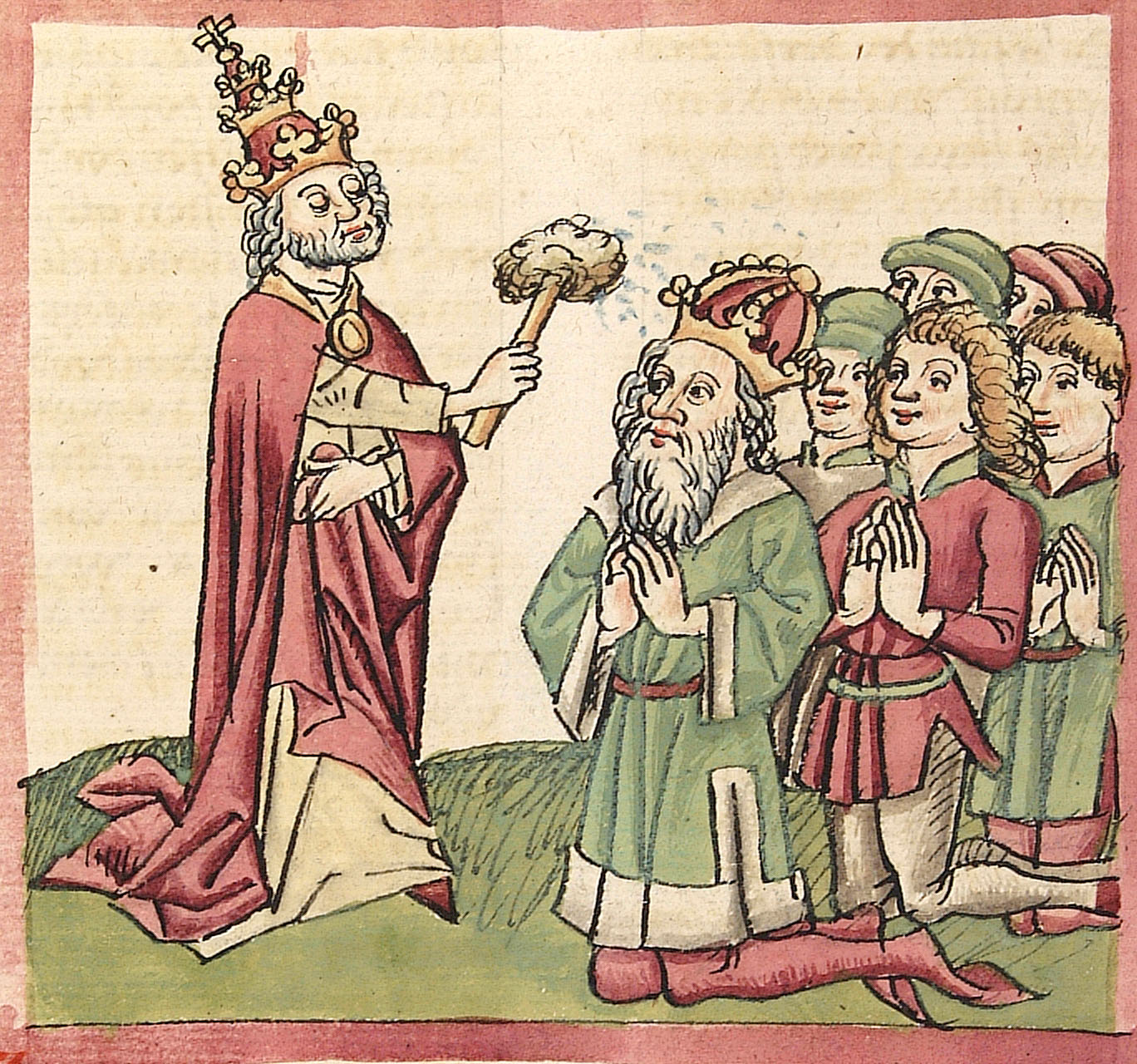
Papst Gregor V. krönt Otto III. (aus der Papst-Kaiser-Chronik des Martin von Troppau, um 1460)

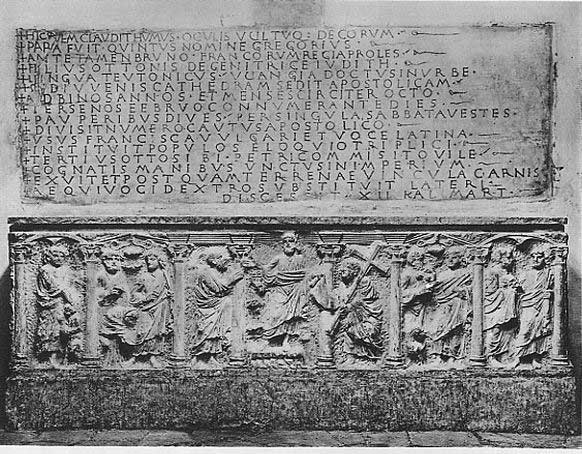
Sarkophag Gregors V.

Bruno von Kärnten wurde 972 als zweiter Sohn aus der Ehe von Otto von Wormsgau (ab 978 Herzog von Kärnten) und Judith von Kärnten geboren. Er war damit ein Urenkel Kaiser Ottos des Großen. Als Geburtsort des späteren Papstes wird Stainach in der heutigen Steiermark überliefert, wo sein Vater offenbar einen Herrschaftssitz besaß.
In Worms wurde Bruno durch Erzbischof Willigis von Mainz ausgebildet; einer seiner Lehrer war auch der aus Kalabrien stammende Grieche Johannes Philagathos, sein späterer Gegenpapst in Rom. Zunächst wirkte er als Kaplan in Worms, dann begleitete er 996, als königlicher Hofkaplan, zusammen mit Erzbischof Willigis und Bischof Hildebold, seinen Verwandten König Otto III. auf dessen erster Reise nach Rom. Papst Johannes XV. hatte den König gegen den römischen Stadtadel zur Hilfe gerufen. Unterwegs traf bereits die Nachricht vom Tod des Papstes ein.
In Rom angekommen, wurde der Kleriker Bruno nach dem Willen Ottos III. am 3. Mai 996 vom örtlichen Klerus und dem Volk zum Papst gewählt. Er nannte sich Gregor V. Noch am Tag der Wahl saßen Gregor und der zukünftige Kaiser über die Rädelsführer der römischen Fronde zu Gericht. Der Anführer, Crescentius I. Nomentanus, wurde auf Bitten des neuen Papstes von der Todesstrafe begnadigt, worauf er dem Kaiser den Treueeid leistete. Mit nur 24 Jahren war Gregor V. einer der jüngsten Päpste der Kirchengeschichte. Wenige Wochen nach seiner Wahl krönte er Otto III. am 21. Mai 996 zum römischen Kaiser.
Der römische Adel lehnte den vom Kaiser eingesetzten Papst ab. Vor Brunos Einsetzung war die Besetzung des Papststuhls vor allem Gegenstand politischer Intrigen des römischen Stadtadels gewesen. Als Otto III. 997 Rom verließ, brach Crescentius seinen geleisteten Treueeid und ließ mit Hilfe der Byzantiner den gelehrten Diplomaten Johannes Philagathos zum Gegenpapst Johannes XVI. gegen die Fremden erheben. Ohne den Schutz des Kaisers musste Gregor V. nach Spoleto fliehen. Mit Unterstützung Ottos kehrte er jedoch 998 nach Rom zurück; der Gegenpapst Johannes floh in die Campagna. Er wurde in einem Turm entdeckt, grauenhaft misshandelt, entstellt und geblendet nach Rom gebracht. Der Kaiser ließ den früheren Lehrer Brunos ohne Augen, Ohren, Nase und Zunge, aber in päpstliche Gewänder gehüllt auf einem Esel in einer Schandprozession durch Rom führen. Auf Betreiben Papst Gregors wurde Johannes vor einer Synode abgeurteilt und formell abgesetzt. Anschließend führte man ihn erneut auf dem Esel reitend der Menge vor und schob ihn in ein Kloster ab, wo er einige Jahre später starb. Crescentius I. Nomentanus wurde als Anstifter auf der Engelsburg enthauptet.
Durch die Verstümmelung hatte man Johannes nach damaligem Verständnis liturgieuntauglich gemacht, wodurch er als Gegenpapst ein für alle Mal ausgeschaltet war. Die öffentliche Zurschaustellung des Verstümmelten geschah, um die Liturgieuntauglichkeit publik zu machen und Nachahmer abzuschrecken. Die harte Bestrafung rief aber auch Empörung hervor, u. a. von einem als Heiligen verehrten Eremiten, den Kaiser Otto in seine Umgebung geholt hatte. Vor dem schauerlichen Spektakel in Rom trat der fast neunzigjährige Greis Nilus von Rossano, der den Gegenpapst im Jahr zuvor noch vor zu großem Ehrgeiz gewarnt hatte, vor Kaiser und Papst, um für den Gestürzten um Gnade zu bitten. Als beide dies ablehnten, drohte der empörte Heilige laut mit dem Gottesgericht.
Als der französische König Robert der Fromme, ein Sohn Hugo Capets, ohne kirchliche Erlaubnis eine entfernte Verwandte heiratete, drohte ihm Gregor mit dem Kirchenbann und es kam zu einem scharfen Konflikt, der nach Gregors Tod sogar in einer zeitweiligen Kirchenspaltung 1003/1004 mündete und manchmal als eines der ersten Interdikte der Kirchenrechtsgeschichte begriffen wird. Der Konflikt reiht sich ein in die zur Zeit der Mit- und frühen Alleinregierung Roberts noch virulenten Folgen des Reimser Schismas (925–948), die erst 997 durch die Vermittlung des Cluniazenserabts Abbo von Fleury gegenüber Gregor V. endgültig ausgeräumt werden konnten. Abbo war mit Bruno von Kärnten befreundet und sie hatten über viele Jahre miteinander korrespondiert.
Das Epitaph des Papstes weist darauf hin, dass er nicht nur auf Lateinisch, sondern auch auf Fränkisch und in der in Rom gebräuchlichen altitaloromanischen Volkssprache („lingua vulgaris“) predigte.
Gregor starb, wahrscheinlich an Malaria erkrankt, am 18. Februar 999 in Rom im Alter von 27 Jahren. Es wird auch vermutet, er sei vergiftet worden, doch dies gilt als unwahrscheinlich. Er ist im Petersdom in Rom an der Seite Ottos II. beigesetzt, der als einziger Kaiser des Heiligen Römischen Reiches in Rom gestorben und dort bestattet ist.